# Campalto
Campalto est une île de la lagune de Venise, en Italie, nommée d'après la localité de Campalto située sur la Terraferma veneziana et faisant partie de la municipalité de Venise.
Campalto est l'une des huit îles fortifiées de la lagune de Venise, appelées batteries, qui faisaient autrefois partie du système de défense conçu par la République de Venise pour défendre la ville contre les attaques terrestres et maritimes.

## Histoire
Campalto accueille, dès l'époque de la République de Venise, des postes militaires, renforcés par la suite sous les administrations autrichienne et italienne. Selon des documents du début du XXe siècle, la batterie de Campalto a la même forme polygonale et semi-circulaire que les autres forts, bien qu'elle soit l'une des plus petites. Elle comporte une caserne, des poudrières et un récif artificiel qui la protège.
Pendant la Seconde Guerre mondiale, Campalto est agrandi pour servir d'emplacement antiaérien. Utilisé dans les années 1960 comme décharge publique, notamment pour les déchets des ateliers de verre de Murano, il est agrandi. L'extension actuelle est due aux travaux achevés en 1998 par la Régie des eaux de Venise.
Le 11 septembre 2005, à l'initiative des associations naturelles de navigation de plaisance des rives de la lagune, en collaboration avec le Service des eaux de Venise, la municipalité de Venise et l'ACTV, un embarcadère a été inauguré sur la côte nord pour l'accostage du vaporetto, équipé d'un quai d'amarrage pour les petits bateaux à voile et à rames et d'emplacements pour l'accostage des canoës et des kayaks.

## Vues aériennes

La lagune de Venise avec au premier plan l'île de Campalto
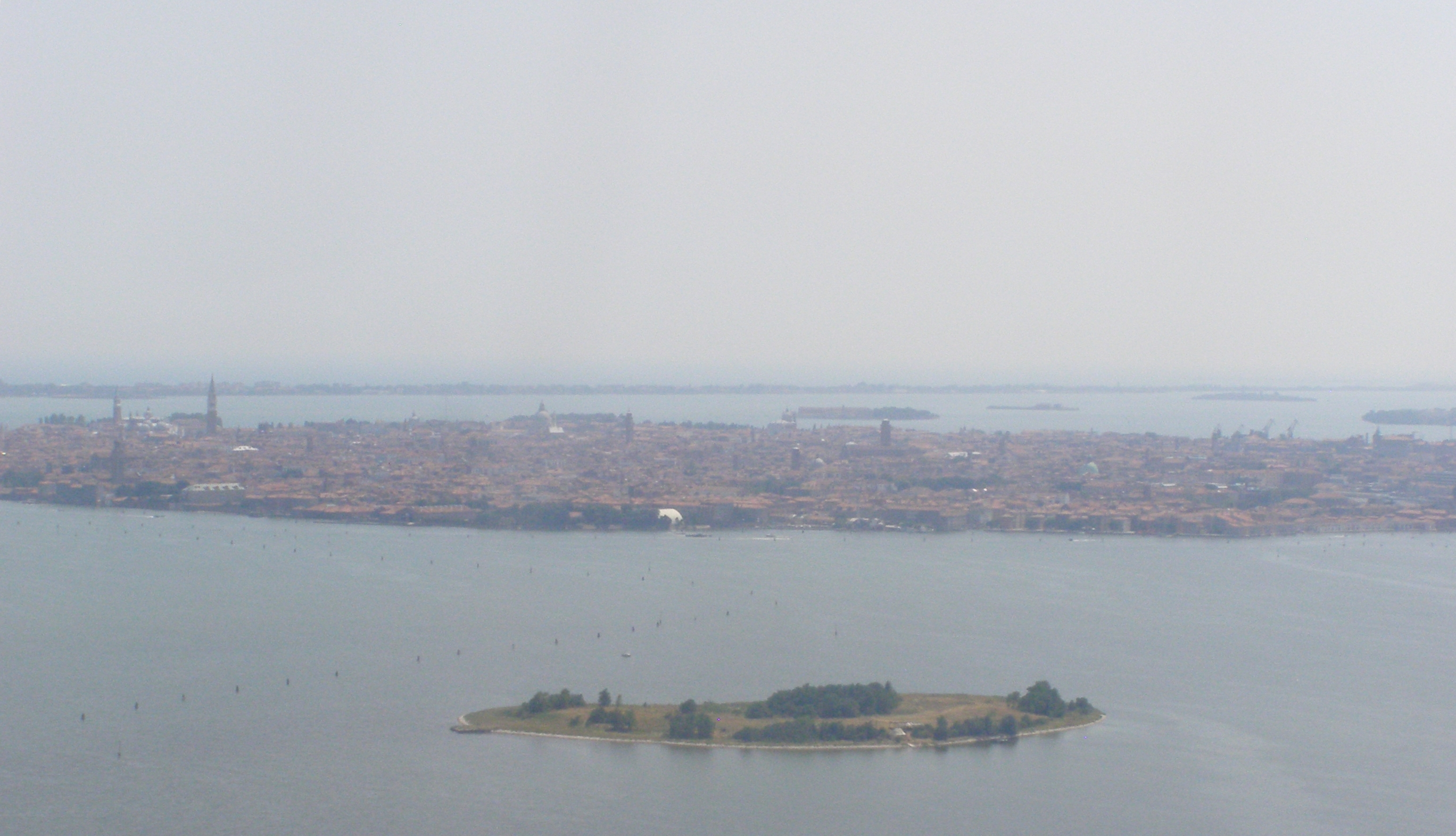
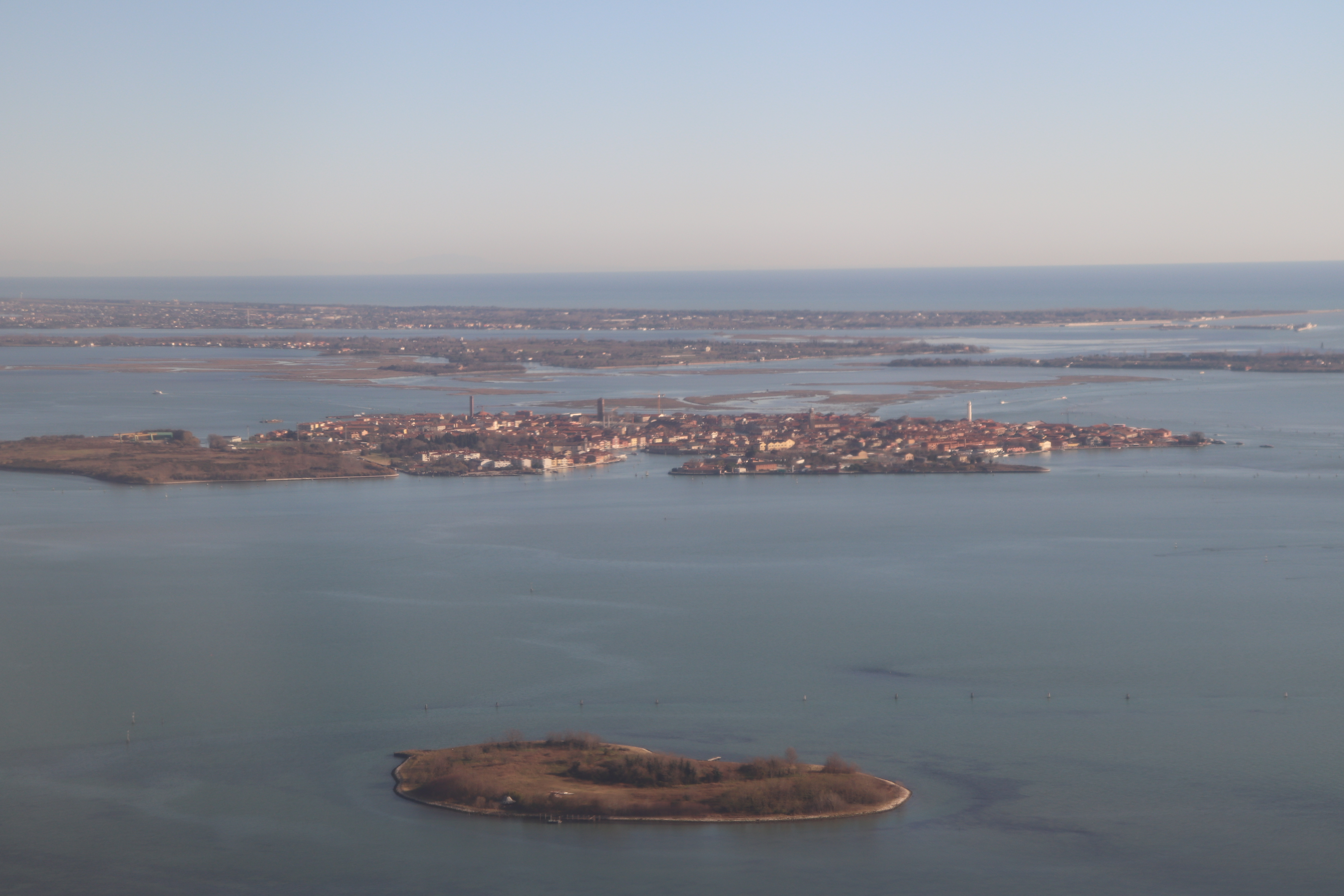